# 황색변색증

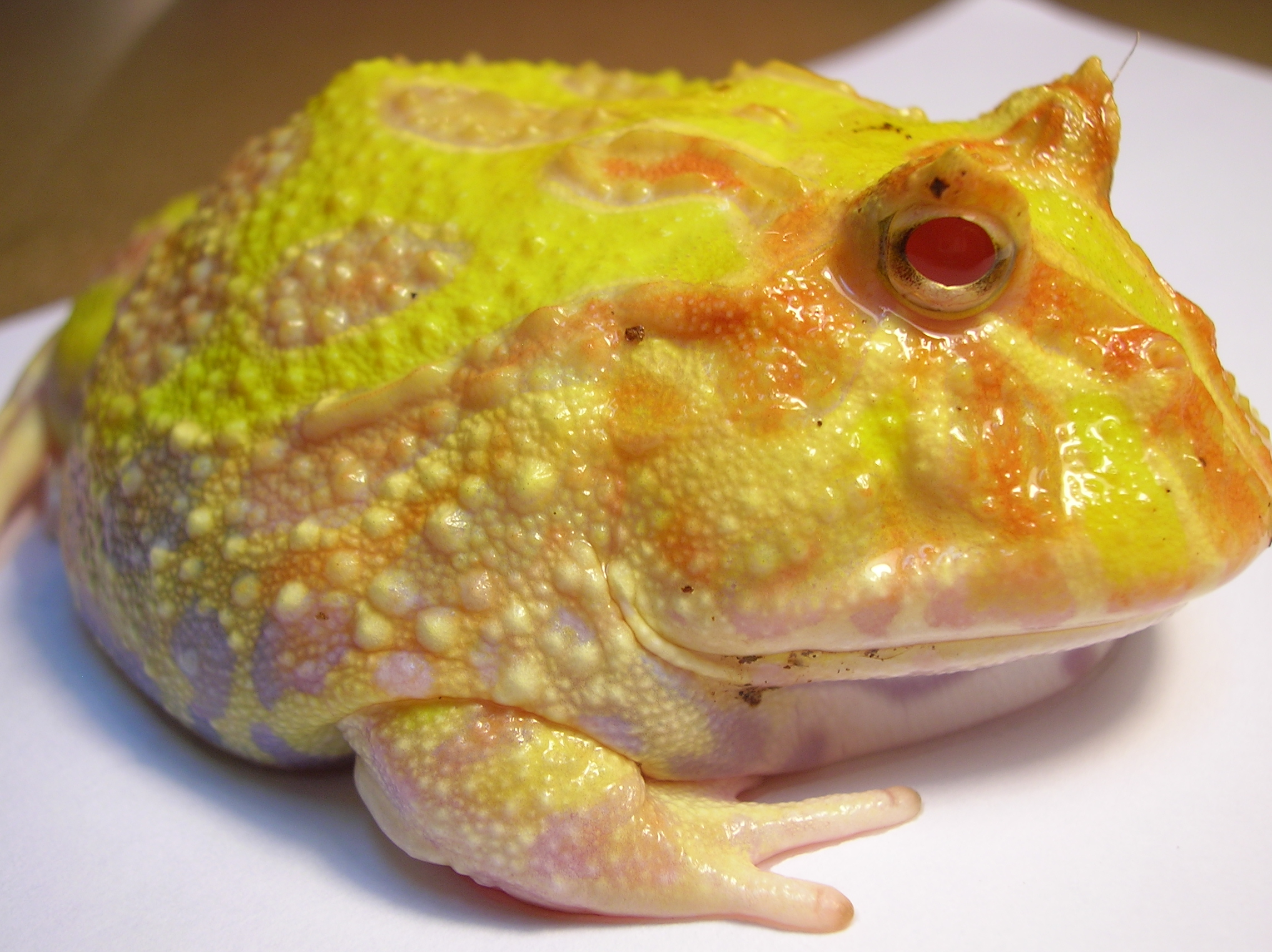
황색변색증에 걸린 뿔개구리

황색변색증(영어: Xanthochromism)은 동물에게서 황색 색소가 과도하게 많이 나타는 질병이다. 주로 붉은색 자리에 황색 색소로 되어 있는 질병이다. 유전적인 요인도 있지만, 주로 동물의 식단에 의해 발생한다. 코넬 대학교 연구 결과, 관광객이 주는 먹이를 먹는 새들중 4%가 이 병을 앓고 있는 것으로 밝혀졌다.

## 같이 보기
- 백색증
- 백변종